# Patrologija
Patrologíja ali patrístika je teološka disciplina, veda o cerkvenih očetih, krščanskih avtorjih iz prvih stoletij, in o njihovih pogledih. Nekateri avtorji razlikujejo med patrologijo kot vedo o cerkvenih očetih in patristiko kot vedo o njihovi misli, večina pa ju kar enači.